# 900

## أحداث
- يناير - أتينولف الأول من كابوا يغزو دوقية بينيفينتو
- بودابست تحتل من قبل المجريين.

## مواليد
- أبو جعفر الخازن
- أبو علي الفارسي
- برنغار الثاني ملك إيطاليا
- راميرو الثاني ملك ليون

## وفيات
- ابن أبي عاصم